# 알펜시아 국제 방송 센터
알펜시아 국제 방송 센터(PyeongChang Alpensia International Broadcasting Center, IBC)는 2018년 평창 동계 올림픽의 대회 기간 동안  국제올림픽위원회의 방송사인 '올림픽 방송 서비스'(OBS)와 세계 각국의 방송사들의 중계 방송을 위해 사용되는 대회 지원 시설이다.
건축 규모는 5층 건물로 연면적 5만1천204m2이다. 이 중 방송구역 면적은 34,000m2로 동계올림픽 사상 최대 규모다. 세계 60여 개 방송국에서 1만600여 명의 방송 관계자들이 2018 동계올림픽의 영상을 전 세계로 송출하게 되는데, 이 곳에는 7,000명가량이 상주할 것으로 예상된다. 1층에 각 방송사의 방송구역이 배치된다. 2층에는 편의점, 세탁소, 우체국, 라운지 등 편의시설이 들어선다. 3층에는 '올림픽 방송 서비스'(OBS)의 사무공간, 4층에는 '2018년 평창 동계 올림픽 및 패럴림픽 조직위원회'와 '올림픽 방송 서비스'의 사무공간이 들어선다. 옥상인 5층에는 야외 TV스튜디오가 마련된다. 옥상에서는 평창의 경기장 집합인 '평창 마운틴 클러스터'를 전체적으로 조망할 수 있어 방송 시청자들에게 아름다운 전경 제공이 가능하다. 이 곳은 2018년 1월 9일부터 정식 운영에 들어갔다.